# Taxi: A tota velocitat
Taxi: A tota velocitat (títol original: Taxi 3) és una pel·lícula francesa de comèdia del 2003 dirigida per Gérard Krawczyk. És la continuació de Taxi 2 de l'any 2000 i precedeix Taxi 4 del 2007. Ha estat doblada al català

## Argument
La policia marsellesa està immersa en la persecució d'una banda de lladres anomenada "la banda de Pare Noel". Després de mesos sense avançar en el cas, el policia Emilien (Frédéric Diefenthal) s'hi obsessiona completament; cosa que interfereix notablement la seva relació amb Petra (Emma Wiklund), fins al punt de ni tan sols adonar-se de l'embaràs de 8 mesos d'aquesta. Mentrestant, una periodista d'una revista internacional (Bai Ling) convenç al comissari Gilbert (Bernard Farcy) per acompanyar-lo uns dies, amb la finalitat de documentar-se per realitzar un reportatge sobre la policia francesa. Aclaparat per aquesta i pressionat per la proximitat del Nadal, a més de la cobertura del cas per part de la premsa, el comissari decideix que és una qüestió primordial que la banda sigui arrestada abans que acabin aquestes dates.
Un matí, després de passar la nit en el taxi del seu amic Daniel (Samy Naceri) parlant tots dos de la seva futura paternitat, Emilien observa a un home disfressat de Pare Noel amb aspecte sospitós i demana a Daniel que el segueixi. Resulta que la intuïció del policia és encertada, i el sospitós els porta directament a la banda que tant busquen; no obstant això, Emilien és capturat i Daniel es veurà obligat a buscar ajuda i involucrar-se en el cas per rescatar-lo i ajudar-lo a acabar amb els lladres.

## Repartiment
- Samy Naceri: Daniel Morales
- Frédéric Diefenthal: Émilien Coutant-Kerbalec
- Marion Cotillard: Lilly Bertineau
- Bernard Farcy: el superintendent Gibert
- Edouard Montoute: Alain
- Emma Wiklund: Petra
- Bai Ling: Qiu
- Jean-Christophe Bouvet: el General Edmond Bertineau
- Patrice Abbou: Rachid
- Claude Sese: Planton
- David Gabison: el Ministre

Cameos
- Sylvester Stallone fa un cameo al principi de la pel·lícula com un passatger del taxi que no parla francès